# 小早川興景
小早川 興景（こばやかわ おきかげ）は、戦国時代の武将。安芸の国人領主。竹原小早川氏の第13代当主。父は12代当主・小早川弘平。妻は毛利興元の娘（毛利元就の姪）で、元就の義理の甥。養子の小早川隆景は義理の従弟に当たる。

## 略歴
永正16年（1519年）、小早川弘平の子として生まれる。弘平没後、家督を相続して当主となる。大内義興から一字を頂き「興景」と名乗る。
大内氏の有力な国人として尼子氏との戦いに従軍し、天文10年（1541年）に元就が尼子詮久の侵攻に対し吉田郡山城で籠城した際（吉田郡山城の戦い）には、援軍として毛利氏の救援に赴いた。
その年、大内氏の命令に従って元就らと共に安芸武田氏の居城である銀山城の攻略に向かったが、陣中において病を発し病死した。享年23。
興景には男児がなく、元就の3男・徳寿丸（後の小早川隆景）が養子となり家督を相続した。